# Alexander von Miltitz
Alexander von Miltitz (* 1785 in Dessau; † 31. Januar 1843 in Dresden) war ein deutscher Diplomat und Schriftsteller.

## Leben und Werk
Miltitz gehörte zur sächsischen Familie von Miltitz und war der Bruder von Karl Borromäus von Miltitz. Er trat 1798 als Kadett in die Preußische Armee ein und erreichte den Dienstgrad des Leutnants, bevor er 1801 seinen Dienst beendete. Anschließend reiste er durch Italien, Frankreich und England, bevor er auch Westindien besuchte.
1807 kehrte er nach Deutschland zurück, ließ sich in München nieder und wurde Kammerherr, bevor er im gleichen Jahr als Legationssekretär der Preußischen Gesandtschaft nach Konstantinopel ging. Von 1820 bis 1826 war er dort Ministerialresident und anschließend Gesandter am Osmanischen Hof.
Bereits 1812 lernte er bei einem Besuch in Karlsbad Goethe kennen und übersandte ihm 1814 seine ursprünglich anonym veröffentlichte Abhandlung über eine zu erwartende Neuordnung Europas, die von Karl Ludwig von Woltmann in der Jenaischen Allgemeinen Literaturzeitung rezensiert wurde (Nr. 100/101, Juni 1814).
1828 wurde er nach Deutschland zurückberufen und pensioniert. Allerdings war er noch beim Preußischen Ministeriums der Auswärtigen Angelegenheiten tätig.

## Werke
- Was darf von seinen Fürsten und Völkern Deutschland jetzt hoffen, Europa erwarten? [Lindauer], Deutschland [i.e. München] 1814.
- Manuel des Consuls. Paris/London, 1837–1842.
- Des Consulats à l’étranger tels qu’ils ont été institués par les principaux États de l’Europe et les États-unis de l’Amérique du Nord. Asher, London 1838.